# Итау Унибанко
Итау̀ Унибанко (на португалски: Itaú Unibanco) е бразилска банка със седалище в Сао Пауло. Представлява публично търгувана компания (акционерно дружество), чиито акции се предлагат на фондовите борси в Сао Пауло, Ню Йорк и Буенос Айрес. Итау̀ Унибанко се нарежда сред трийсетте най-големи банки в света по пазарни дялове. Банката е част от Итау̀ Унибанко Холдинг С.А. (Itaú Unibanco Holding S.A.) – най-големия финансов конгломерат в Южното полукълбо. Освен в Бразилия, Итау̀ Унибанко оперира в Аржентина, Мексико, Чили, Парагвай, Перу, Уругвай, Бахамите, Кайманите, САЩ, Англия, Франция, Белгия, Люксембург, Германия, Испания, Португалия, Швейцария, Япония, Китай, Хонг Конг и ОАЕ.
Итау̀ Унибанко е създадена на 4 ноември 2008 след сливането на две от най-големите финансови институции в страната – Банко Итау̀ и Унибанко. Само в Бразилия банката притежава около 4000 клона и 27500 банкомата. През 2013 г. активите на Итау̀ Унибанко от 1,011 билиона реала я нареждат на второ място сред най-големите по активи финансови институции в Бразилия след Бразилската банка.